# Piadrum Records
Piadrum Records is een onafhankelijk Amerikaans platenlabel dat jazz-platen (her)uitbrengt. Het werd opgericht door Jessica Shih.
Musici die op het label uitkwamen zijn Max Roach met Abdullah Ibrahim, Bud Powell, Frank Foster, Charnett Moffett, Lemon Juice Quartet, Winard Harper en Achille Gajo Trio.